# Iran und der schwarze und rote Kolonialismus

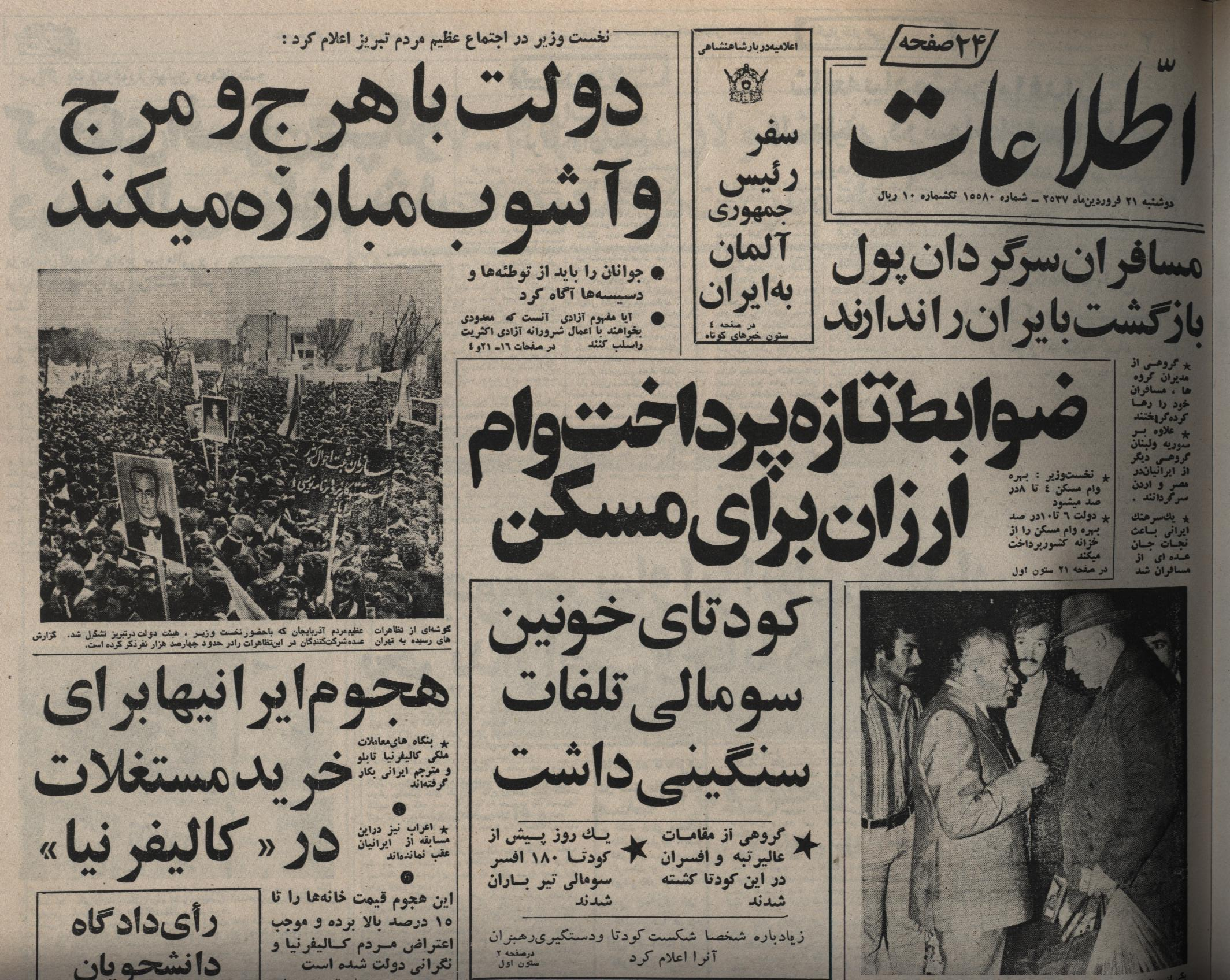
Zeitschrift Ettelā'āt (1978)

Iran und der schwarze und rote Kolonialismus (persisch ایران و استعمار سرخ و سیاه, DMG Īrān wa este‘mār-e sorḫ-o siyāh) ist ein Artikel in der iranischen Tageszeitung Ettelā‘āt, der am 7. Januar 1978 (17. Dei 1356) unter dem Pseudonym Ahmad Rashidi Motlagh erschien. Dieser Artikel, der den im Exil lebenden Ajatollah Ruhollah Chomeini beleidigte und verunglimpfte, löste einen Proteststurm unter Theologen und Einwohnern der Stadt Qom aus. Das Militär löste am 9. Januar 1978 die Demonstrationen gewaltsam auf, indem in die Menge geschossen wurde. Die Zahl der Toten und Verletzten ist bis heute nicht genau bekannt, die Angaben variieren zwischen 7 (Regierung) und 80 Toten und 300 Verletzten (Opposition). Damit begann in Iran die Periode gewalttätiger Straßendemonstrationen. Dieser Artikel gab der Islamischen Revolution eine entscheidende Wende und gilt gemeinhin als Auslöser der Revolution.

## Inhalt und Übersetzung in Auszügen
Im Artikel Iran und der schwarze und rote Kolonialismus heißt es, es habe Versuche gegeben, die Weiße Revolution des Schahs zu verhindern. Man habe auch die Geistlichkeit für die konterrevolutionären Aktivitäten gewinnen wollen, sei aber auf Ablehnung gestoßen. Dennoch sei es wichtig gewesen, einen Geistlichen als Aushängeschild zu benutzen:

„Es war nicht schwer einen solchen Mann zu finden […] Sie fanden ihn, fanden einen Mann mit undurchsichtiger Vergangenheit. Er gehörte den reaktionärsten und fundamentalistischsten Schichten an. Da er trotz fremder Unterstützung über keinerlei Einfluß verfügte, lauerte er schon lange auf eine Gelegenheit, um sich auf politische Abenteuer zu begeben und dadurch bekannt zu werden. Ruhollah Chomeini war die geeignetste Figur, die die schwarze und rote Reaktion finden konnte. Die schändlichen Ereignisse von 1963 gehen auf seine Rechnung … (und) sein Name (ist) durch die schändlichen Ereignisse von 1963 in Erinnerung geblieben. Damals versuchte er, die Pläne des roten und schwarzen Kolonialismus durchzusetzen, er revoltierte gegen die Verteilung des Bodens, gegen die Freiheit von Frauen, Nationalisierung der Wälder und opferte dabei unschuldige Menschen.
Einige Wochen vor der Revolte wurde in Teheran bekannt, daß ein arabischer Abenteurer namens Mohammad Tofigh Al-Gheisi mit einem Bargeld von zehn Millionen Rial im Koffer verhaftet wurde. Das Geld sollte gewissen Personen übergeben werden […]
Glücklicherweise hat die iranische Revolution gesiegt. Der Widerstand der Großgrundbesitzer und Elemente der Tudeh-Partei wurde gebrochen und der Weg für den Fortschritt und die Verwirklichung sozialer Gerechtigkeit geebnet. In der iranischen Geschichte werden aber die Ereignisse von 1963 als eine schmerzliche Erinnerung bleiben. Millionen Gläubige werden nicht vergessen, wie die Feinde des Landes sich einigten, wenn ihre Interessen es verlangen, selbst dann, wenn sie sich im Gewand der Geistlichkeit befinden.“

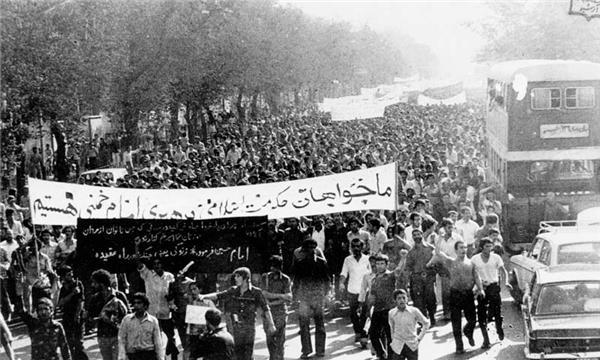
Schwarzer Freitag (8. September 1978), Teheran

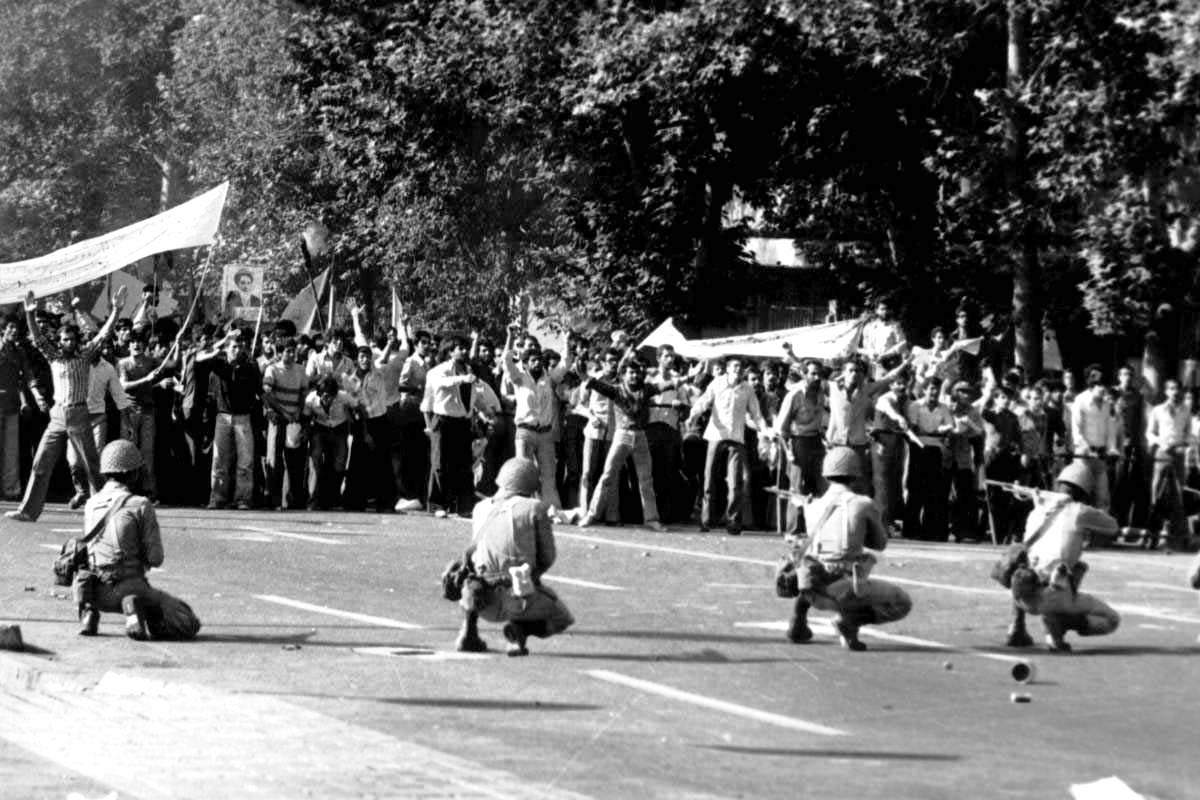
Anti-Schah-Demonstration 1978, Teheran

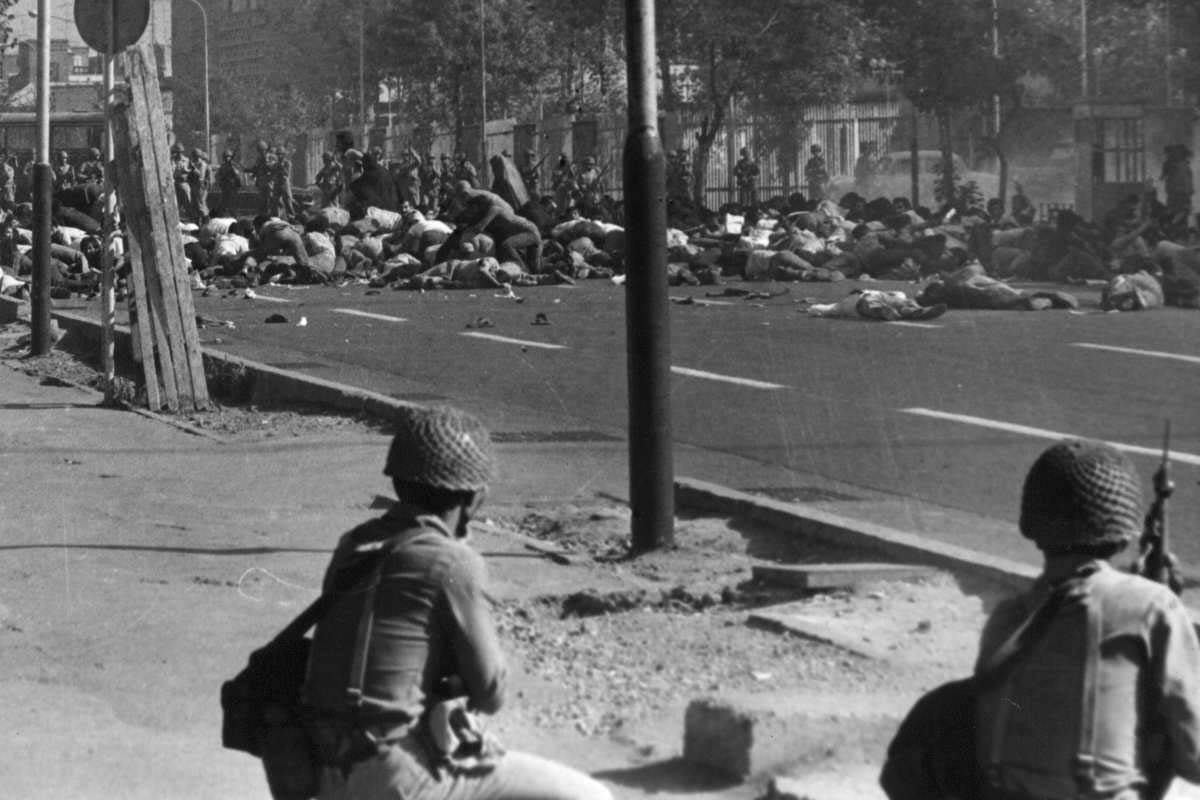
Schwarzer Freitag (8. September 1978), Teheran

## Urheberschaft und Folgen
Anfangs wurde als Urheber des Artikels der damalige Informationsminister Darius Homayun im Kabinett von Premierminister Dschamschid Amusegar vermutet. Doch dieser stritt die Autorenschaft ab und gab die Verantwortung an den kaiserlichen Hof, der ihm den Artikel zur Veröffentlichung gegeben habe. Der Autor ist bis heute unbekannt.
„Jahrelang hatte der Propagandaapparat des Regimes nichts unversucht gelassen, die pure Existenz Chomeinis zu leugnen. Die plötzliche Verleumdungskampagne bewirkte nun ein Interesse bei Personen, die ihn tatsächlich nahezu vergessen hatten.“ Für Chomeini war der Schmähartikel ein „Geschenk des Himmels“.
Genau vierzig Tage nach den Vorfällen fanden, nach dem islamischen Ritual des Totengedenkens, in vielen Städten Massendemonstrationen statt. Die nun im 40-täglichen Rhythmus landesweit ablaufenden Protestkundgebungen steigerten sich hinsichtlich der Masse der Teilnehmer und hinsichtlich der Verletzten und Todesopfer. Der Trauerzug zum Gedenken der Toten führte am 18. Februar 1978 in Täbriz mit rund 50.000 Teilnehmern zu Ausschreitungen mit weiteren Toten. Der Trauerzug zum Gedenktag der Toten von Täbris führte am 28. März zu weiteren Toten in Yazd, da die Trauerzüge in Straßenschlachten mit den Sicherheitskräften endeten. Der Höhepunkt wurde mit über einer Million Menschen am 7. September 1978 in Teheran erreicht, die gegen den Schah demonstrierten. In der Nacht auf den 8. September 1978 wurde das Kriegsrecht über Teheran und 10 weitere Städte verhängt: Es kam zum Schwarzen Freitag von Teheran.

„Im Rhythmus dieser jeweils 40 Tage erlebt Persien praktisch ein ganzes Jahr lang den immer gleichen Ablauf von Trauerzügen, polizeilicher Gegengewalt und neuer, noch größerer Trauer. Es ist ein Prozeß der nicht mehr zu stoppen sein wird.“

Am 5. August 1978 übernahm Mohammad Reza Pahlavi zwar einige Forderungen der Regimekritiker und sagte politische Freiheiten, Demokratie und Parlamentswahlen für Mitte 1979 zu, doch zu diesen tiefgreifenden Reformen des bestehenden politischen Systems sollte es nicht mehr kommen. Am 16. Januar 1979 verließ der Schah den Iran, am 1. Februar 1979 betrat Ruhollah Chomeini zum ersten Mal seit über 14 Jahren den Iran. Das Ende der Monarchie und die Errichtung einer Islamischen Republik Iran zeichneten sich ab.